# 彼岸島
『彼岸島』（ひがんじま）は、松本光司による日本の漫画作品、およびそれを原作としたゲーム、映画などのメディアミックス群。本項では、続編である『彼岸島 最後の47日間』および『彼岸島 48日後…』も取り扱う。2021年3月8日、累計発行部数1000万部を突破。

## 概要
『彼岸島』は、『週刊ヤングマガジン』（講談社）にて2002年49号から2010年32号まで連載された。単行本は全33巻。
『彼岸島 最後の47日間』は同誌2010年35・36合併号より2014年35号まで連載された。最終章開始に伴い、改題した上で話数カウントもリセットされ、続編の新規連載となっている。単行本は全16巻。
『彼岸島 48日後…』は同誌2014年38号（同年8月18日発売）より連載中。新章開始に伴い、題名および話数カウントも再度リセットされ、続編の新規連載となっている。
また、外伝作品として『彼岸島 兄貴編』がある。『月刊ヤングマガジン』（講談社）2009年第1号および『週刊ヤングマガジン』2010年第5・6合併号に掲載された2話分に加え、映画版のDVD・Blu-ray特別版の付属のブックレットに描き下ろされた1話分を加えた全3話。単行本は全1巻。「兄貴編」のタイトルが示す通り、本編シリーズの主人公である宮本明の兄・篤を主人公とし、時系列的には第1シリーズ『彼岸島』以前のプレストーリーとなっている。
スピンオフ作品として『彼、岸島』がある。『コミックDAYS』（講談社）にて2020年10月19日より2021年12月まで連載。タイトルから示す通り、岸島を主人公とし、本編の登場人物に対してツッコミをする。作画は佐世保太郎が担当。
キャッチコピーは「吸血鬼サバイバルホラー」。吸血鬼に支配された孤島での生存や脱出、吸血鬼の操る異形の怪物との対峙をメインとした作品だが、バトル漫画・ファンタジー漫画・SM漫画・サバイバル漫画などの要素も持つ。
「閉鎖環境・限定空間」を舞台として生存・脱出を扱う作品であるが、島の面積や人口、人間と吸血鬼の戦力差などの客観的な情報はほとんど描写されない。物語が進むにつれて明かされる新事実や新展開などに伴い、舞台となる島が膨張し続けたり人口が肥大化したりするなどが発生しているものの、設定の変更で幾分かはフォローされている。
2005年4月28日、この作品のPSPのゲームが、ナウプロダクションにより発売（詳細は後述）。
2010年1月9日、実写映画版が日韓同時公開された。
2013年8月22日、テレビドラマ化が発表された。同年10月24日放送開始。
2014年8月18日発売の『週刊ヤングマガジン』2014年38号にて、テレビドラマ第2期の製作が告知された。
2015年11月30日発売の『週刊ヤングマガジン』2015年53号にて、新たなドラマ化と実写映画化が発表された。
2016年、「みんな丸太は持ったな！行くぞォ！」「ちくしょう」「やべェ」「でかした」などの印象的なセリフを使用したLINEスタンプが制作された。大川ぶくぶの漫画『ポプテピピック セカンドシーズン』にて「みんな丸太は持ったな！行くぞォ！」のシーンに応える「応ッ！」というパロディが作られた。こちらもLINEスタンプになった。
2018年3月28日発売の『アメトーーク!』Blu-ray第40巻に収録された「本屋でマンガ大好き芸人」（地上波での放送は2017年6月29日）にて、女優の広瀬アリスが本作を愛読していることを公表した。それを聞いた周りはざわめき出し「笑わずにいれる？」と返したが、「結構泣ける。20巻あたりで大号泣しました。」と語っている。
2021年3月時点で累計発行部数は1000万部を突破している。

## ストーリー

### 『彼岸島』
宮本青果店の店長の息子である宮本明は、数年前に彼岸島で行方不明になった兄・宮本篤を捜すため、友人と共に彼岸島に渡った。しかし、そこは吸血鬼が跋扈する地であった。兄を捜し出し、本土に連れ帰るために奮闘する。

### 『彼岸島 最後の47日間』
明達「人間軍」は、雅から47日後の6月17日に日本本土にウイルスを保持した蚊を撒き散らす計画を知った。その計画を阻止するため、明達人間軍と雅率いる「吸血鬼軍」との、人類の存亡を掛けた戦いが始まった。
ある日彼岸島に、近くで船ごと邪鬼に襲われた亮介と仲間たちが流れ着く。彼らは島で吸血鬼に襲われながら、明の存在を知り助けてほしいと合流する。しかし、亮介の恋人の和美が感染し吸血鬼になり、明に殺されてしまったことを恨み、袂を分かつ。
明たちは、吸血鬼から3カ所の基地の存在を聞き出し、ひとつひとつ潰しにかかる。最初の基地は斧神が守っていて、吸血鬼になることで人間は病気にならず強い体になれるという考えと、雅への忠誠心のため、明たちと相容れず、互いに本意ではないが死闘を繰り広げることになる。
激しい戦闘の末、明は斧神をついに倒す。そして、第二の基地に向かうが、そこで地下に閉じ込められてしまう。さらに頼りの師匠が邪鬼に変身してしまい、逆に襲われピンチに陥る。からくも地下から脱出した明たちは、地上で邪鬼のチワワ様に襲われるが、覚醒して再び人間側の味方になった師匠に助けられ窮地を脱した。しかし、師匠は雅によって殺され、明は以後人間軍のリーダーとして雅打倒へと向かう。
その後雅を倒すために必要な501ワクチンを手に入れるために、隊長のもとへと向かった明だが、501ワクチンは地下にあり、そこには邪鬼の牛乳女がいることを告げられる。激しい戦闘の末に501ワクチンを手に入れた人間軍は、第三の基地の破壊、そして雅を倒すために最後の戦いへと向かう。

### 『彼岸島 48日後…』
彼岸島の戦いは人間軍の敗北という最悪の結果で幕を閉じた。計画は阻止できず、雅等によって日本本土にウイルスを保持した蚊が撒き散らされ、日本は吸血鬼の国と化してしまった。1週間とせずに日本の国家と文明は崩壊し、海外からの交流等も全て断たれ、生き残った人間達は吸血鬼に脅えて暮らす毎日を送っていた。そんな日本、生き残った人間たちの間で「救世主」の噂が広まっていた。
事件から約半年後、とある男が食料を探しているところから物語は再開する。

## 登場する化け物
吸血鬼（きゅうけつき）
吸血鬼ウイルスに感染した人間を指す。犬歯が牙のように鋭くなり、視力が衰える代わりに嗅覚が発達する。特に人間の血の匂いに敏感になり、興奮すると白目が赤黒い三白眼になる。血を得るために人間を襲い、噛むことで血を吸うと同時に牙から強力な麻酔を出す。噛まれた者は麻酔の効果により身体が痺れ動けなくなり、場合によっては排尿したり性的快楽を得る。唾液にも少なからず麻酔の効果があり、舐められると少し痺れる。人間の血を吸うことで新陳代謝を永続させることができ、老化しない上にこの世の全てのウイルスに感染しない。力は人間の3倍ほどあり、人間であれば致命傷となるほどのダメージを受けても死ぬことはない。ただし不死ではなく、頭を斬り落とされたり潰されると死亡する。作中初期では興奮すると髪の毛が白くなる、満月の夜は気分が高揚しすぎて血を吸わなくなるなどの特徴があった。彼岸島に住む吸血鬼は一般的に雅に従っており、そのほとんどが編み笠にほっかむりを着用している。人間だけではなく、犬や熊などの動物の吸血鬼も存在する。
飲食や生活習慣は人間のそれと変わらないが、定期的に血を摂取していなければ喉が渇き血を欲するようになる。長い間血を摂取しなかった場合、後述の邪鬼や亡者になってしまう。そのため人間の血は食料ではなく、邪鬼や亡者に変態しないための薬として摂取しているが、人間ごと食べたり後述の吸血椅子や血樽を利用するなど摂取の仕方にも彼らなりの娯楽が存在する。
元々は人間であるものの、ほとんどが人間を見下している。特に【48日後…】では人間を娯楽目的で殺したり、奴隷や家畜のように扱う様子が見られる。ただし、中には心優しい者もおり、牙の有無以外は人間と変わらない者もいる。さらに、特定の人間と関わるうちに情が移り、人間の味方をした者(例：隊長、月島奈々、小春)もいる。
吸血鬼ウイルスは空気感染することは無いが、吸血鬼の血が粘膜・傷口など体内に侵入してしまうと感染してしまう。感染の仕方にも個人差があり、上記の特徴のほかに身体が巨大化した者(例：石田権蔵)や感染しても身体に変化が出たのみで吸血鬼化しなかった者(例：鮫島兄弟)もいる。特に後者は吸血鬼化しなくともあくまで感染者であるため、吸血鬼の血を飲んでも吸血鬼化せず噛まれたとしても麻酔の効果を受けない。また、死体に吸血鬼の血をかけても吸血鬼化するが、その場合は唸り声のようなものを発し、さながらゾンビのようになる。吸血鬼の血を吸血鬼が摂取することは昔からタブーとされており、ほとんどの場合は体が耐えられずに破裂してしまう。しかし極稀に耐え抜く者がおり、後述の混血種(アマルガム)になる。
もともと吸血鬼化は感染するものではなく、古来から彼岸島に住むある一族にのみ発症する遺伝病であった。吸血鬼化が発症するタイミングに個人差があり、発症した時点で老化しないため、老けた見た目ほど年上とは限らなかった。さらに人間を襲うことはなく、畑仕事を手伝うなど共存関係にあった。むしろ彼らを神聖視し、神事の際には人間の方から血を差し出していた。しかし、太平洋戦争中に五十嵐が雅に施した人体実験により、伝染性を持つ吸血鬼ウイルスが誕生した。
ドラマでは、「頭を潰さなくとも、肺に穴を開け窒息させれば死亡する」「死ぬと、感染は解けて死体自体は元の人間に戻る」等と大幅な設定変更されている。
邪鬼（オニ）
長い間血を摂取しなかった吸血鬼が変化した姿。理性を持たず、人間・吸血鬼の区別なく視界に入った生物を本能のままに襲う。姿形に様々なバリエーションが存在し、大きく分けて同種が複数存在する一般種と、他に類を見ない固有種が存在する。一般種は邪鬼になる前の原型が全く無いが、固有種の中には邪鬼になる前の顔の面影がある者(例：糞食い爺)や邪鬼になる前の体の一部がそのまま残っている者(例：師匠(邪鬼)、ユキ(邪鬼))もいる。特に体の一部がそのまま残っている者は意識も残っており、会話が出来る者もいる。
個体差こそあるものの、総じて一般の吸血鬼よりはるかに強い怪力や生命力を持つ。吸血鬼と同じく首を完全に切断されると死亡するが、固有種の中には切断されてもしばらく動き続ける者や首を切断しても再生する者(首とは別に弱点がある者)もいる。そのため、明達も余程の理由がない限りは積極的に戦わず、隙を見てやり過ごしたり邪鬼の力を状況打開のために利用することがある。また、雅と邪鬼使いのみ邪鬼を操ることが出来る。
【最後の47日間】では、邪鬼の細胞維持には特殊な湧き水が必要であることが明かされ、これが摂取出来なければ数年で細胞崩壊を起こしてしまう。
以下に挙げるのは一般種のみ。固有種については彼岸島の登場人物を参照。
通常型（変態中）
邪鬼になりかけの状態。顔から大量に眼球が出現し、皮膚がちぎれ徐々に体が黒ずんで行く。邪鬼になりかけではあるが、丸太を握りつぶすなど尋常でない怪力を発揮する。
痩身型
身長：4m5cm 体重：750kg
必殺技：特筆するものはない
作中最初に登場し、以降も集団で登場するなど作中最も多く確認されている邪鬼。大きな頭部に筋肉が剥き出しの長い手足を持つ。四つん這いで移動するが、バランス感覚に優れているようで、天井にぶら下がったり決壊寸前の吊り橋をロープだけで渡ったりできる。明曰くサカナ野郎。
石頭型
身長：5m10cm 体重：1t
必殺技：硬い体表を活かした頭突き
頭皮が異様に硬く、頭突きだけで吸血鬼の身体を貫通できる。真皮が剥き出しなので、血管が剥き出しになっている。篤曰くデブの化け物。
魚人型
身長：23m 体重：4t
秋刀魚に似た顔を持つ巨大な邪鬼。彼岸島の周りを取り囲むように配置され、島に勝手に出入りする者を殺害、もしくは捕獲する。追跡時にはバタフライで泳ぐ。
【48日後…】では、雅が彼岸島から離れたため、同じく本土に移動しており、歌舞伎町の堀や地下に複数確認される。
百目型
身長：14m50cm 体重：2.6t
全身に目があり尻尾もある邪鬼。岩を容易に抉るほど鋭い爪を持つ。正面から見ると歯並びが悪く顔が横長く見える。傷付けられても身体中の目を傷口に移動させ、瞬時に回復する能力を備えている。
主に炭鉱にいる吸血鬼がこの姿になる。変態の仕方が特殊であり、条件を満たすと突如激痛と共に身体中から糸を噴き出す。やがて繭になって数年間眠り、繭から孵化する。繭がかえる直前には黒い斑点模様ができる。
炭鉱の吸血鬼には神として崇められており、彼らを描いた壁画や生贄を祀る祭壇が存在する。
邪鬼使い（オニつかい）
邪鬼を操る者を指す。誰でも邪鬼使いになれるわけではなく、血縁者、親友、恋人など操る邪鬼と深い関わりを持つ者がなれる。そのため、吸血鬼だけでなく人間も邪鬼使いになれる。
邪鬼使い一人につき、操れる邪鬼は一体だけであり、操るには邪鬼の状況を常に把握しなければならない。逆に言えば、「邪鬼が制御の取れた動きをしている」＝「邪鬼使いが近くにいる」ということになるため、作中では状況打開のため先に邪鬼使いを探し出して始末することがある。
邪鬼を制御できるという点で非常に強力な存在であり、事実田中ナオトは人間でありながら吸血鬼の集落の責任者となり、西山も雅を騙りこの力を披露することで大阪を支配することが出来た。
亡者（もうじゃ）
身長：200cm〜 体重：120kg〜
必殺技：分裂または、それを投げる
長い間血を摂取しなかった吸血鬼が変化したもう一つの姿。篤曰く邪鬼の成り損ないであり、邪鬼に適合できなかった者がこの姿になる。
全身から悲しそうな顔をした頭がいくつも生えており、膿を噴き出しながら無限増殖する。その醜悪な姿に加えて強烈な悪臭を放つことから、吸血鬼たちからも忌み嫌われており、普段は集団で森の中などで虫や小動物を食べながらひっそりと過ごす。非常に寂しがり屋の性質を持ち、獲物を見つけると口から大量の手を出して捕えようとする。更に集団で身を寄せ合い、亡者同士で合体することもある。
邪鬼とは違い、幾分かの記憶や感情を残している。さらに亡者になって間もない者は意識も残っており会話も出来るが、時間と共にそれらも失われていくようである。
動きは鈍いが驚異的な生命力を持ち、刀で斬り刻んでもそこからまた増殖する（破片からも増殖する）。そのため、完全に殺すには丸太等で打撃攻撃を与え、火で燃やすのが唯一の方法である。
霊鬼（れいき）
ゲームオリジナルの吸血鬼。原作に登場したガタイが大きい吸血鬼に相当する。ゲーム中ではユキを捕まえ、彼女を救出するために明はポンの拳銃で戦うことになる。

## 混血種（アマルガム）
他の吸血鬼の血液を体内に取り込み、生き延びた吸血鬼。当初は注射器で体内に注入していたが、【48日後…】では飲用して摂取している描写がある。
破裂死せずに混血種（アマルガム）になる確率は１％にも満たず、生き延びたとしても身体の一部もしくは全身が異形化する場合がほとんどである。ただし、一度成功すれば以降は同じ吸血鬼や邪鬼の血肉を摂取しても影響は出なくなる（雅は同族を食い殺すことで更に力を得ているような描写があるが、師匠や姑獲鳥は描写なし）。
総じて一般の吸血鬼はおろか邪鬼よりもはるかに高い身体能力や生命力を持ち合わせており、自重より遥かに重い武器を軽々と振り回す超怪力の他、筋肉を引き締めることによる硬質化、幻覚を見せることができる神経ガスの生成など、非科学的な特殊能力を持つ者もいる。
【無印】、【最後の47日間】で登場したのは、雅、師匠、斧神、金剛、まり子の5体のみで稀な個体だった。しかし【48日後…】では多数存在が確認されるようになった。
雅の息子
【48日後…】で登場。雅の息子は5体居るとされている。実子と言う訳ではなく、混血種（アマルガム）に変異した者たちの中でも、雅が特に気に入った個体のこと。吸血鬼たちには総称して「雅の息子様」と呼ばれている。
五男 姑獲鳥
上野周辺の「力の都市」を統治する混血種。
頭は鳥、首から下は人間の姿をしている。
四男 蟲の王
国会議事堂の地下深くに複雑な迷宮を構築しており、その地下世界の王として君臨している。
巨大な蝸牛型の様な姿をしている。人間の時はひどいいじめを受けていて、その復讐心を創作意欲にして自身が考えた怪物をノートに多数描いていた。混血種になって得た能力で、その怪物たちを変異種として産み出した。
変異種（へんいしゅ）
蟲の王の能力で人間や吸血鬼が変異した姿。蟲の王のためだけに生きている様な生態をしており、ほとんどは思考を持たず本能のまま行動する。
蟲の王の体から放出される羽の生えたムカデのような生き物が人間や吸血鬼の体内に入ると、変異種になる。体内に入る前に引っこ抜けば変異種化は免れるが、身体に何かしらの異常が出る。
蟲の王が死ぬと変異種化が解け元の姿に戻るが、蟲の王の片割れまで倒さなければ全部は戻らない。
ハンディ・ハンディ
変異種の中でも特殊で、自分の意志を持って行動し会話する。また、蟲の王が討伐された後も生存している。性格は残忍で、自ら拷問した捕虜の悲鳴を好む。
初登場時の姿は、頭は両手で蟹を作った時の様な形をしていて、掌にあたる部分に大きな口がある。体はスケルトン風であるが、左右の腕が3本ずつある。
頭部と胴体を切り離された状態でも、頭部のみで生存可能。しかし、行動に制限が生じる為、胴体部分を新たに得ようとする。他の人間の首を自分の頭部と挿げ替える事で、その者の胴体部分を自分のものとする事が出来る。地下世界から逃亡中、佐吉に出会いその胴体を奪った。
「血の楽園」以降では、吸血鬼社会で畏怖とマスコット的な人気があり、フィギュアも売り出されている。
噛み付き爆弾型
口と耳のある球体の体から足が生えた姿をしている。地面に埋まっていて、獲物が通ると噛み付きそのまま自爆する。
国会議事堂の敷地内には地雷のように大量に埋まっている。
保存容器型
ツボから足が生えたような姿をしている。人間や吸血鬼などを捕え、ある程度たまるとアジトの天井に張り付き足も取れて無くなり、完全な置物と化す。捕えられた獲物はゆっくりと溶かされ、最終的に蟲の王の食料となる。
触手型
大量の触手をぶら下げたアメーバのような姿をしている。アジトの天井に触手をたらしながら張り付き、触れた者を捕らえる。
カマキリ型
４本の腕に背中や胸に大量の乳房がついた巨大なカマキリのような姿をしている。４本の腕には鎌が付いており、切れ味の鋭い上に銃弾を通さないほど硬い。追いつめられると甲高い声を出し、噛み付き爆弾型を呼び寄せる。
アジトの一室に大量に生息しており、そこに向かった自衛隊が消息不明になったことから、この一室が「あかずの間」と呼ばれていた。
巨人型
胸に複数の目玉が埋まった巨大な人形のような姿をしている。蟲の王が居る部屋に左右に並ぶように立っており、長い棒のようなものを持っている。身体は銃弾を通さないほど硬いが目玉は柔らかく、潰した目玉の中に手榴弾を投げ込むと倒すことが出来る。
バッタ型
巨大なバッタのような姿をしている。見た目こそ巨大なバッタだが、獲物を捕食する際は体の下から縦に大きく広がる口を開く。蟲の王の体内に大量に生息しており、保存容器型で捕らえた獲物を食べている。ある程度食べるとお尻から羽の生えたムカデを放出する。
耐ミサイル型
ツボから複数の手足が生えたような姿をした邪鬼。ミサイルを飲み込み、体内で爆発させる。
登場している変異種の中では唯一蟲の王の作品ではなくハンディ・ハンディが生み出しており、一回り以上大きな個体や変色している個体など稀に個体差が生じている。
歌舞伎町や後に登場する血の楽園に多数配置されており、国連の空爆を無効化する役割から集落の安全を保障している。
三男 豹丸
お台場、そしてレインボーブリッジを含めた地域「血の楽園」を極めて安定した秩序とともに治めている。
上半身が人間、下半身が豹の姿をしている。
宮本篤(序列不明)
日本橋を中心に日本橋川に強固な囲いを掛けて造られた賭博街「竹馬街」を治めている。竹馬は篤の字を分解したと思われる。
外見は明の実兄、宮本篤に酷似している。劇中の会話でも、実際に明の事を知っている様に話しているが正体は不明。
卑弥呼(序列不明)
便宜上「息子」と呼ばれているが紅一点。無数の脚を生やした虫のような下半身にドレスを纏ったドクロ姿の巨大な女性の上半身を持つが、本来の上半身は下半身から生えている。
人間の頃に男達に暴行された怨みから重度の男嫌いとなっており、女性だけを集めた王国を作っている。

## 作中の地理

### 彼岸島（ひがんじま）
【無印】、【最後の47日間】の舞台。地熱により気温がほぼ変わらず彼岸花が年中咲いている島。作中初期は冷曰く森と海しかない小さな離島と説明していたが、話が進むに連れて炭鉱、樹海や砂丘など様々な地形・建造物が次々登場しており相当に広く変化に富んだ島になっている。元々は海底火山で隆起して出来た火山島で、島の周りは火山岩で出来た岩礁に囲まれており、港のある海域以外の船での出入りは困難である。また、寒気で大雪が降ることもある。
連載開始前に作者が訪れた新潟県の粟島がモデルとなっている。
吸血鬼の集落
雅の屋敷がある集落を含め全部で五つあると説明されているが、下記以外にも吸血鬼の住処がいくつか登場する。
雅の屋敷がある集落
吸血鬼の五つの集落の一つ。吸血鬼達の本拠地。【無印】の序盤で明達がここに連れてこられ、【最後の47日間】でも明が５０１ワクチンの在り処を聞き出すために亮介と共に潜入する。
雅の屋敷
雅が住んでいる大きな屋敷。奉行所のような場所があり、邪鬼の訓練場もある模様。
明達が初めて彼岸島に訪れた時にこの屋敷の地下牢に監禁される。ケンちゃんが囮になったことがきっかけで脱出に成功し、後日合流した篤と共にケンちゃんを助けるために再度侵入する。
病院の集落
吸血鬼の五つの集落の一つ。中央北側にある大きな病院が特徴の集落。吸血鬼軍に寝返った田中ナオトが責任者になっている。
師匠が隠した大型注射器を手に入れるため、最初に総攻撃をかける。明が足長ばあさんを倒し、集落は抵抗組織が制圧するものの、直後に姫を筆頭とした大量の邪鬼に襲われ壊滅した。
関岡病院
病院の集落にある大きな病院。地下にリハビリ用のプールがある。涼子曰く「島に老人が多いため」で島の自慢とのこと。
２年前に篤によって解放された雅が運び込まれ、院内のほとんどの人間が医師から赤ん坊にいたるまで吸血鬼化させられる。その後は足長ばあさんの住処となり、いたるところに蜘蛛の糸が張り巡らされている。
師匠が住んでいた寺
かつて師匠が住職として生活していた時に住んでいた寺。家宝として代々伝わる仮面があり、後に師匠が顔を隠すために常時被ることになる。近くに墓地があり、そこに大型注射器を隠していた。
水上の集落
吸血鬼の五つの集落の一つ。巨大な川の上に橋を作り、その上に家が建てられている。川の中洲には２つの大きな倉があり、片方は蛇の邪鬼が見張りをしている。
病院の集落が邪鬼に襲撃された後に師匠や多数の人間が倉に監禁される。その後は川の増水と蛇の邪鬼の暴走により集落は壊滅する。
温泉の集落
吸血鬼の五つの集落の一つ。いたるところに湯けむりが立ち、地面を掘ると間欠泉が噴き出すことがある。集落の脇の崖下には高熱かつ強酸の川が流れており、中央には斬首台が建てられている。元々は満腹爺とその邪鬼使いが支配していたが、満腹爺が地下洞窟に幽閉されて以降は斧神がボスとなっている。
水上の集落から運び出された師匠がここで処刑されそうになる。明によって処刑が阻止され、後から合流してきた西山や抵抗組織のメンバーの総攻撃により制圧される。その後はしばらく抵抗組織の休息場になる。
地下洞窟
温泉の集落の地下にある洞窟。満腹爺が幽閉されている。近くには吸血鬼のゴミ捨て場があり、古くなった武器などがを捨てられている。
要塞寺（ようさいでら）
吸血鬼の五つの集落の一つ。元々あった荒れ寺を中心に大幅に改造して作られており、周りを丸太の高い塀で囲みまさに要塞のような構造になっている。周りは堀になっており、一つだけある跳ね橋でのみ中に入れる。塀の中は夜でも賑わっており、潜入したケンちゃん曰く最も吸血鬼の人口が多い。集落の周辺に池が沢山あるため、よく霧が発生する。
吸血鬼と化したケンちゃんがユキを救出するため潜入する。ユキの救出には成功するもののケンちゃんが死亡し、単身乗り込んできた明によって跳ね橋を壊される。後に抵抗組織が総攻撃を仕掛け制圧される。
五重塔
要塞寺の奥の切り立った崖の上にある塔。入るには狭い橋を渡る必要がある。内部は危険な仕掛けがたくさんある上に普通の階段が無く、上階に上がるにはどこかにあるスイッチを押して隠し階段を登る必要がある。
１階はチワワ様の住処となっており、外に出ないように外側から閂がかかっている。
２階は鏡やガラスが張り巡らされた迷路となっており、時折まり子が徘徊する。
３階はまり子の拷問部屋がある。
４階は狭い迷路のような構造になっており、這って移動するのがやっとの程天井が狭い。
５階は雅の休息場であり、剥製にされた邪鬼が大量に飾られている部屋もある。更に５階より上の階が存在し、そこは雅の研究室兼吸血ウイルスを保持した蚊の育生施設になっている。なお、この研究室は雅を含め限られた者しか知らず、五重塔の内部を熟知していた隊長も知らなかった。
明と雅との戦いにより、瀕死となった雅がチワワ様を操って暴れたことで五重塔が上部を中心に半壊し、特に最上階は蚊の育生施設と共に海に沈んだ。
蚊の育生施設
【最後の47日間】に登場。吸血ウイルスを保持した蚊を育成している施設で五重塔の最上階を除き全部で３箇所ある。本土に吸血鬼ウイルスがばら撒かれるのを阻止するため、47日間に抵抗組織が全て壊滅させようとする。
第一育生所
小さな集落の崖下に建てられている育生所。斧神が責任者になっている。施設の奥は大糞赤子が幽閉されている古い実験場がある。
抵抗組織の総攻撃により斧神が明に敗れ、蚊は残らず焼却された。
第二育生所
雅の屋敷の近くに位置する育生所。育成施設自体は吸血鬼の集落の大きな建物の地下に隠れている。
抵抗組織の作戦により、施設の襲撃および蚊の殲滅はすぐに成功するものの、抵抗組織のメンバーの一人が原因で明や師匠たちが閉じ込められてしまう。
離れ島
最後の蚊の育生所がある島。彼岸島からかなり離れた位置にあるが、彼岸島の一部であり、同じ湧水が湧いている。地上からだと何も無いように見えるが、目立たない場所にハッチがあり、育成施設の入り口になっている。更に絶壁で地上からは確認しにくいが、島の窪みに船を停める港がある。施設の更に地下には椿が幽閉されている。
育成施設の鍵は雅が保持しており、明が再び雅と対峙するが隊長の裏切りにより椿がいる地下に落とされる。椿を倒した後、自力で這い上がるもその頃には育成した蚊は全て本土へ渡っており、殲滅に失敗する。
その他
山寺
山奥にある古い寺。作中最初に登場した抵抗組織の隠れ家の一つ。地下には師匠を縛り付けるための地下牢がある。
亡者と化したポンを倒したことにより倒壊する。
廃校
木造の校舎の学校。それまで抵抗組織がアジトにしていた集落が太郎によって壊滅したため、新しいアジトとして使用した。それ以前から玲が住んでおり、雅打倒のための資料を集めていた。
炭鉱
彼岸島の地下に隠されている炭鉱。奥は旧日本軍の実験施設の地下とつながっており、５０１ワクチンを手に入れるため、明達が潜入する。
百穴村
吸血鬼となった篤が涼子と共に住んでいる吸血鬼の村。元は遺跡の跡地でありいくつもの穴倉が存在し、そこが寝床になっている。年老いて戦えない吸血鬼や雅率いる吸血鬼軍を追放された吸血鬼などが暮らしている。
篤が雅から大量の血をこの村に届けており、彼がこの村の生命線となっていた。村人は人間に敵意を見せず、篤と戦おうとしていた明に戦わないよう懇願する程である。
篤の敗北を悟った村人たちの手により、村に火がつけられ村人は全員自害した。
教会
明と篤の決着の最中、追い詰められた篤が逃げ込んだ西洋風の教会。最上階には巨大な鐘がある。
篤が逃げ込んだ時点では結婚式が行われている最中であり、彼によって参列者のほとんどが吸血鬼化する。
スピンオフ作品「彼、岸島」ではここから物語が始まり、結婚式を行った経緯が描かれている。なお、岸島や斧神がこの状況で結婚式を行うことへの異常さを指摘している。
天狗岩（てんぐいわ）
天狗の横顔のような形をした岩。岩のふもとに扉があり、その奥は鍾乳洞の洞窟がある。
病院の集落制圧後、雅の指示により明が一人でここに来ることを条件に紅葉を引き渡す。しかしそれは明を閉じ込め、邪鬼達を使って病院の集落を壊滅させるための罠であった。
砂丘（さきゅう）
砂漠のように広がる砂丘。端にある井戸の底に洞窟があり、抵抗組織の隠れ家の一つとなっている。
学校
ゲームに登場。上記の廃校と違い、近代的な建物。雅の支配を受けない吸血鬼がいる。

### 本土（ほんど）
【48日後…】の舞台。吸血鬼ウイルスがばら撒かれ、一週間もしない内に国としての機能が停止し、ほとんどの人間が吸血鬼と化した日本。
大規模なパンデミックとして海外との交流が絶たれているが、解決には積極的であり、雅抹殺のため東京を中心に国連が時折空爆を仕掛ける。
東京
雅や雅の息子達が腰を据えている場所。首都高速道路に沿って壁で囲まれており、要塞と化している。壁には対邪鬼用の兵器も搭載されている。
各地に雅の息子の縄張りがあり、雅はその縄張りを転々と移動している。
地下
東京の地下下水道及び、地下鉄駅等の空間。吸血鬼から身を隠す人間が主に暮らしている。地下鉄駅のシャッターを閉じれば地上と隔離できる上、野良邪鬼が徘徊しており吸血鬼も深入りしないため地上より安全だった。
吸血鬼から身を隠せる一方で食料不足が深刻であり、一匹の虫目当てに殺し合いに発展した例もある。
上野
雅の息子の一人である姑獲鳥が拠点にしている。
サンシャイン
上野にある高層ビル。いつ倒壊してもおかしくない程傾いており、ユカポンのファン達が住んでいる。付近は空爆で出来た巨大な穴と何日も降り続いた雨により巨大な湖を形成しており、その下には眠り姫がいる。
かつては雅のアジトの一つで、屋上から人間を生きたまま突き落とし、血の飛び散り具合を競う遊びが行われていた。
ユカポンの案内により明達が訪れ、ファン達から筏を貰う。その後吸血鬼や邪鬼の襲撃を受けるが、ファン達が囮になるために引き寄せた邪鬼が大量に集まり暴れたため崩壊する。
東都ドーム（とうと）
武道大会が開催されているドーム。かつては野球の試合やライブ行われており、ユカポンはここでライブをするのを夢見ていた。電力はドームを膨らますのとワイヤーの電流に使われおり、電光掲示板は機能せず松明や半鐘が代用されている。水道は止まっており、トイレは大量の糞で溢れて肥溜めと化している。
武道大会の優勝賞品として勝治が出されていたため、明が吸血鬼に変装して参加する。決勝で姑獲鳥と当たり、戦いの最中ドームがほとんど壊滅する。
上野恩賜公園
上野駅の最寄にある都市公園。その一角にある建物には吸血鬼達が管理する「人間保管庫」と呼ばれる人間を閉じ込めておく牢屋がある。勝次と左吉はともにここに閉じ込められ、知り合って仲間になった。
勝次を東京ドームから救出後、明達により保管庫が襲撃され、閉じ込められていた人間達は全員解放された。
I・R・T（アイドル・レイプ・タワー）
上野にある人間のアイドルが吸血鬼達に監禁されているマンション。マンションの前の壁に「IRT」と落書きされている。ユカポンも元はここで監禁されていたアイドルの1人だった。
ユカポンの案内で来た明達に壊滅させられ、壁の文字はユカポンに削り取られ消された。
国会議事堂
かつての日本の政治の中枢だった建物。雅の息子の一人である蟲の王が拠点にしており、雅の顔が描かれた旗が上げられている。地上の敷地内には蟲の王が作り出した変異種が隠れて外敵の侵入を防いでおり、地下にはアリの巣のような広大な空洞が複数生成され、蟲の王や変異種の住処となっている。
陸上自衛隊が新政府のシンボルとして奪還を試みる。一度目は失敗するものの、明達と結託し二度目は地下から侵入する。多数の犠牲者を出すも最終的に明が蟲の王を倒して奪還に成功する。
血の楽園
お台場一帯にある吸血鬼達の楽園。雅の息子の一人である豹丸が拠点にしている。壁で囲まれている東京の中でさらにお台場を中心に壁で囲まれており、入り口はレインボーブリッジのみとなっている。壁の上には耐ミサイル型の変異種が多数配備されており、空爆の影響を受けないため血の楽園の安全を保障している。かつて豹丸が無政府状態だった東京を見て嘆いており、ミサイルに怯えなくてもすむ安全な場所を確保して、努力次第で登っていける階級社会を作った。
人間はおろか吸血鬼も簡単には入ることができず、入るためにはレインボーブリッジの関所で鉄の札を提示する必要がある。血の楽園に住む市民にも区分があるようで、鉄の札を10枚提示した者は上級市民として特別な待遇が受けられる。
佐吉を殺した拷問野郎(ハンディ・ハンディ様)がここに逃げ込み、明達も後を追うように北沢姉弟と協力してここに潜入する。人間の反乱と明と豹丸の戦いの影響により壊滅的な被害を受け、さらに豹丸死亡後には耐ミサイル型の変異種が居なくなったことで大量の国連のミサイルが降ってきて完全に壊滅した。
中は以下の四つの区画に壁で区切られている。
居住区
吸血鬼が住むアパートが複数立ち並ぶ地区。受付で必要な手続きを済ませれば住まいの他、シャワーやベッド、食事や血が提供され最低限の生活が保障される。仕事で成果を出せば上級市民となり、上級地区に住むことができる。
北沢姉弟とユカポンとネズミがこの地区のアパートの一室の住人となる。
労働地区
発電所や下水処理場など血の楽園内のインフラを支える地区。四つの区画の中でも特に広く、人間たちが非常に劣悪な環境で一日一食で働かされている。また、質素なテントで作られた人間たちの寝床もある。以前は更に劣悪な環境であり、テントも少ないうえにトイレも無く、死体も放置されていて病気が蔓延していたが、北沢徹が吸血鬼と交渉したことで現在のように改善された。また、ハンディ・ハンディ様が人間を食べるため、気まぐれでこの地区に現れる。
希が兄の徹の居場所を聞き出すため、この地区の人間から話を聞き、兄が死んだことを知る。ユカポンの歌がきっかけで労働地区の人間たちに活気が戻り、反乱を起こす。
上級地区
上級市民が暮らす地区。公園や学校、ショッピングモールがある他、警察も機能しているなど、総じて文明崩壊前の日本と変わらない生活をしている。自由の女神像もこの地区にある。上級市民は専用のカードキーを持っており、上級地区を出入りするのに必要。住居も居住区に比べて豪華であり、エレベーターもついている。テレビも映り、昔の番組を適当に流している。
勝次がこの地区に迷い込み、ヒー坊の暴走から多数の警察官を皆殺しにしたため、指名手配される。
特別区
豹丸やハンディ・ハンディ様が居る地区。入るには上級地区の南にあるニジテレビの建物の真ん中をくりぬいた巨大な門を通らなければならない。門の前では凸様、凹様が門番をしている。中は洋風の長い廊下が続いており、途中に裁判所、警察署、刑務所、人間を保管して虐殺する場所などが存在する。最奥部にはピラミッドのような建物があり、その頂上に豹丸が鎮座する。
レインボーブリッジ
血の楽園に入るための唯一の架け橋。道が途中で崩れているため、入るには車などが積まれた瓦礫を上る必要がある。本土側と血の楽園側にそれぞれ関所が設けられており、関所と関所の間は鉄板の壁でできた迷路のような構造になっている。また、監視カメラがいくつか設置されており、危険人物を見かけた場合は関所の鉄のシャッターが閉まる仕組みになっている。
血の楽園に入るためには、本土側の関所にて貢ぎ物を確認した後人数分の鉄の札を貰い、血の楽園側の関所にて鉄の札を提示する必要がある。ただし、関所と関所の間は完全に無法地帯になっており、上級市民になるため吸血鬼達が鉄の札を狙って襲い掛かってくる。ここにいる吸血鬼達はいくつか徒党を組んでおり、基本的に鉄の札のみを狙い貢ぎ物には手を出さないようにしているが、中にはどこのグループにも属さず血に飢えた吸血鬼達が貢ぎ物に手を出そうとすることがある。また、吸血鬼を捕食するため、決まった時間にバサバサ様が徘徊する。
歌舞伎町
吸血鬼最大の娯楽場である遊郭街。舌喰い様が収めている。ここにも耐ミサイル型の変異種が多数配備されている。
歌舞伎町の周りは水堀で囲まれており、入るためには一本だけあるかけ橋を渡る必要がある。かけ橋は有事の際には上がって通れなくなることもある。また、水堀には魚人型の邪鬼が何体もおり、泳いで渡ることも不可能。
雅の顔を催した独特の貨幣や紙幣を造っており、付近にある換金所にて人間と交換して換金する。歌舞伎町で働く男は右腕に線状の刺青をしており、線の本数が多いほど位が高いとされている。
歌舞伎町は表向きはかつて舌喰い様が死んだ妻のために作った吸血鬼達の鎮魂の町であり、歌舞伎町内にいくつか存在する岩には鎮魂のための血が捧げられている。
しかし、実際には元凶とも言える雅への復讐のために作られており、歌舞伎町の地下深くには雅に対抗するための抗ウイルスを作る研究所のほか、舌喰い様の妻、お陽菜が密かに匿われている。上記の鎮魂のための血は全てお陽菜が居る血の池に集められている。この事実を知っているのは舌喰い様の腹心や一部の吸血鬼のみであり、事実を知らされた小春たちは怒りを露わにした。
舌喰い様とお陽菜の敗北後は耐ミサイル型の変異種が全員逃走し、大量の国連のミサイルが降ってきて跡形もなく消滅した。
竹馬街
日本橋川から神田川にかけて存在する吸血鬼最大の賭博場。雅の息子の一人である宮本篤が治めており、名前も彼の下の名前『篤』(＝竹＋馬)が由来となっている。
川とその上に位置する高速道路の間が壁で覆われており、外からは見えないためミサイル除けにもなっている。川の上に存在する集落のため、移動するには船が必要。賭博場以外にも飲食街や吸血鬼の住居も存在し、家族でここに引っ越した者も居る。
竹馬街には3つの派閥が存在し、日々派閥同士の争いが行われている。各派閥の間には派閥争い強制終了用の扉が存在し、一度閉めたら2日間は絶対に開かない。
船頭曰く、篤に会うには3つの派閥のボスがそれぞれ首にさげている鍵を全て集めなければならないらしい。
光頭族（こうとうぞく）
竹馬街の3つの派閥の内の1つ。構成員は全員頭が禿げている。ボスは立花様。
竹馬街入口から見て最も手前のエリアを縄張りとしており、賭博はパチンコが中心。何でも賭け事を行う風習があり、相手が死ぬまでの時間をギャンブルするなど賭け事が盛り上がれば何でもよい。しかしイカサマには厳しく、侵した者には容赦のない制裁を下す。
明が起こした争いの末、ユカポンとネズミがこのシマに取り残される。やがて捕まるが立花様の賭け事に勝ち、2人とも生還した上に光頭族の鍵を手に入れる。
墨族（すみぞく）
竹馬街の3つの派閥の内の1つ。構成員は全員顔に刺青を入れている。ボスはプリンセス様。
竹馬街入口から見て光頭族の奥のエリアを縄張りとしており、賭博はルーレットやブラックジャックなどのカジノが中心。このエリアにも外への出口は存在するが、非常時には施錠されており、ボスが鍵を管理している。また、客人を迎え入れるVIPルームが存在する。
ユカポンとネズミの救出のため、勝次と鮫島がこのシマで墨族の鍵と出口の鍵を奪おうと計画する。2本の鍵はすぐに奪えたが、たまたま客人として宮本篤が滞在しており、彼の手により墨族の鍵が奪い返された上に鮫島が捕らえられる。後にユカポンとネズミが勝次と合流し、鮫島を救出しようと再び篤と対峙する。それまでに勝次が仕掛けた罠も篤はものともせず、自力で脱出した鮫島と勝次の連携も通じず勝次をあと一歩まで追い詰めるが、ユカポンから明が生きていることを知らされて戦いを中断、出口の鍵を貰って撤退する。合流した4人は墨族の鍵を手に入れるため、明達の協力を得ようとこのエリアを後にする。
白髪族（しろがみぞく）
竹馬街の3つの派閥の内の1つ。構成員は全員白い髪をしている。ボスは太陽様。
竹馬街入口から見て墨族の奥のエリアを縄張りとしており、賭博は麻雀や花札、丁半のサイコロ賭博が中心。賭博以外にも人間売り場や風俗店などが存在する。他のエリアと異なり一旦水路が途切れて無数のビルが立ち並ぶが、これらは全て太陽様が外から切り取って運び入れたためであり、このエリアには太陽様が出入りする巨大な出入口が存在する。また、奥には太陽様を祀る祭壇も存在する。
白髪族の構成員は全員太陽様に心酔しており、彼の手で殺されたとしても天国へ行けると逆に感謝の言葉を述べるなど、狂気的な信心深さを持つ。更にここで働く遊女は全員太陽様の女であり、彼の足の突起物から出る白い液体にヘロインのような中毒性があるため、彼の呼びかけによって遊女たちは白い液体を得ようと全員彼の足に集まってくる。
ユカポンとネズミの救出のため、明と小春がこのシマから外へ出ようとするも、明の母と驚愕の再開を果たし、その変わり様から明は戦意喪失する。その前のいざこざが原因で構成員や太陽様に追われる身となり、明の復帰後は奥の祭壇にて再び太陽様と対峙する。その後の経緯は不明だが、明は特別牢にて囚われの身となっている。
大阪
近畿地方の都市。雅に成りすました西山が、ユキ(邪鬼)を利用してボスとして支配下に置いていた。
置天閣
吸血鬼化した西山が拠点としている塔。外見・付近等は通天閣と瓜二つだが、タワーに置天閣と書かれている。
明が西山、ユキ(邪鬼)とここで戦いを繰り広げ、ユキ(邪鬼)にへし折られ明ごと大阪城まで投げ飛ばされる。
大阪城
置天閣から遠く離れた場所にある大阪の名所。置天閣が突き刺さり、半壊した。
箱根
大涌谷等がある都市。金剛がボスとして君臨している。
芦ノ湖遊覧船
芦ノ湖に浮かぶ、巨大な海賊船型の遊覧船。鮫島兄弟がリーダーとして、吸血鬼から逃れるためのアジトとして利用している。船内は男女で別々に分けられており、鮫島以外は自由に出入りできなかった。
遊覧船は２隻あり鮫島兄弟が１隻ずつ持っていたが、精二の船は吸血鬼の襲撃を受けた挙句死神に乗っ取られる。
ロープウェイ
大涌谷にあるロープウェイ。電気が通っていないため動いていなかったが、鮫島がマニュアルを読んで予備電源で動かす。
金剛の拠点へ向かうため明達が乗った。途中でエテ公が襲撃して来たが、終点付近で明がワイヤーを切って難を逃れた。
明治屋ホテル
金剛が拠点としているホテル。玄関は今まで金剛が脱皮した皮が高く積み上げられており、天井には何人か人間が吊るされている。ホテルの部屋のいくつかは血塗れになっており、荒らされた形跡がある。金剛は屋上の部屋にいる。
その他
ショッピングモール
屋号にJOSCOと書かれているショッピングモール。かつて岩田健太と葉子がよく行っていたが、現在は吸血鬼のアジトの一つとなっている。人間を監禁する牢屋があり、血樽が多数置かれた血飲み場もある。
明が雅の居場所を聞き出すため、健太と共に潜入する。しかし少し前に吉昭が邪鬼化したことにより既に壊滅状態となっており、のちに邪鬼化したユリが出入したことで天井や壁が突き破られる。
トンネルの要塞
生き残った人間たちが吸血鬼から身を守るため、高速道路のトンネルのバリケードで塞ぎ、要塞状にした場所。入り口には威嚇のため吸血鬼の首が吊るされている。中では車が部屋替わりになっており、ソーラーパネルで自家発電しているため電気も通っている。
要塞を建ててしばらくは吸血鬼を寄せ付けずにいたが、ユキ(邪鬼)の力で一撃で入り口が破壊される。その後は西山の提案により、これ以上要塞を破壊しない代わりに毎週一人ずつ生贄を捧げるよう要求される。

## 用語・アイテム（道具・武器）

### 武器
丸太
この作品で多用される武器。その結果、彼岸島の作品を象徴する万能武器として知られている。
一話から篤が使っていた。驚異的な生命力を誇る吸血鬼を倒すためには頭部を破壊するなど致命的なダメージを与える必要があり、裂傷を与える刃物よりもよく使用される。
その用途は幅広く、吸血鬼・亡者を叩き潰す、投げて飛び道具にする、防御に使う（弓矢を防いだり、血液感染を防いだり）などがあり、事実上の「万能兵器（マルチウェポン）」と称される。第180話及び『最後の47日間』第115話のサブタイトルでもある。空想科学研究所主任研究員の柳田理科雄は丸太について、「鉄パイプやバットよりも、丸太のほうが優れた武器」と述べ、師匠が丸太を使っているシーンについて「重さは31キロ」「279キロの速さで丸太を壁にぶつけた」と推測している。
雅は、遥かに太い大木を丸太として使用した。
『最後の47日間』では、先を鋭く尖らせた巨大な丸太に車輪を付けた破城槌のようなものが作られ、攻撃ではなく壁を突き破るのに使用された。
『48日後…』でも引き続き登場、こちらでは明のみが使用しており、左手の握力だけで軽々しく振り回して使っている。
刀
修行を終えた明の主用武器。忍者や仲間、吸血鬼も使用している。元は普通の漁村であったはずの彼岸島になぜか大量に存在する。旧日本軍も刀（軍刀）を使用している。
拳銃（ニューナンブM60）
明が亡者と化したポンから貰った拳銃。元々は警官であるポンの兄の所有物で、彼岸島に赴く際にポンが持ち出したものである。事実上のポンの形見。明が雅を谷に落とす際と雅に捕まった少女を救う際に使用した。弾丸を使い切った後も、明はこれで雅を殴った。装弾数は5発。また、『48日後…』でもネズミや勝次が別の物を使用。
石
最初の吸血鬼戦で重傷を負った吸血鬼のとどめに使用。元々は川にあった普通の石で、遺体を隠すのにも使用された。
金属バット
ケンが主に使う武器。元々野球に使う物で、ケンは序盤からこの武器を使用していた。彼岸島に着いた時や、吸血鬼との戦争にも用いられた。吸血鬼との戦争に用いられた物は、ケンが思い切り吸血鬼を攻撃したため歪んでしまった。また、ケンがあしなが婆さんに捕まった際は、このバットがケン捜索の目印となった。
包丁
回想シーンで篤が使用。吸血鬼化した涼子とその家族を滅多刺しにして殺害するのに使用した（涼子は死んでいなかった）。
『最後の47日間』では亮介が明たちに出て行くよう脅しとして民家にあった物を投げて使用。
『48日後…』では、鮫島が大型のものを使用。死神には、ライフルは効かないため代わりに持ってきたが、船にいた女が吸血鬼を殺すのに使った。
鉈（なた）
ケンが吸血鬼との戦争の際に用いた鉈。金属バットと併用した。まり子も使用していたが、明に奪い取られてしまった。
槍
吸血鬼が主に使う武器。明達も序盤では使用していた。
ノコギリ
吸血鬼のアジトで明が使用。死体置き場にあり、人体を刻むのに使用していた模様。
鉄パイプ
島に行く前に最初に戦った吸血鬼との戦いでケンが使用。元々は放置してあったもので、吸血鬼の足の骨を折ったがあまり効果はなかった。
弓矢
彼岸島に於ける数少ない飛び道具の1つ。ユキは弓道部だったため、これを使用していた。また、吸血鬼の集落襲撃の際、見張りを仕留めるために使用された。
薙刀
修行を終えた篤が最も得意とする武器。大型のため実戦に持ち出すことは少なかった。長柄武器の間合いを駆使し、明を翻弄した。
短刀（ナイフ）
主にレジスタンスが使用。西山と加藤も使用している。
鉄扇
雅の得意武器。明の刀を受け止められるほど頑丈で、手裏剣のように投げ、邪鬼の首を一刀両断出来るほど切れ味も鋭い。
漬物石
武器ではないが、折れた刀の代わりに吸血鬼の撲殺に使用された。
軽トラック
三菱・ミニキャブ（5代目）。亡者の森を突破する際に明たちレジスタンスが用いた乗り物。主に紅葉が運転した。武器としては、杭のように先を尖らせた丸太を前面に3本取り付けて亡者の壁を貫くなど、あたかも戦車であるかのように使われた。最後は斧神に斧で真っ二つにされ、爆破された。なお、軽トラックに限らず現在の彼岸島に乗用車はほとんど無く、貴重品となっている。田中によると、これは吸血鬼が嗅覚に優れ、排気ガスを苦手とするためである。わずかに重量物運搬用などの目的で残されたものは吸血鬼が車庫前で厳重に管理している。
斧
その形状は林業やアウトドア用の小ぶりなものではなく、巨大な戦斧で山羊の姿をした吸血鬼・斧神が使用しており、彼はこのような「斧神様」という別名を持つ。斧神こと村田はこの武器を用いて明と壮絶な死闘を繰り広げた。武装した軽トラックを真っ二つにするほどの鋭い切れ味で、スペアの斧が何本かある。斧神が吸血鬼になる前から使用していた。
『48日後…』では鮫島が両刃の戦斧を使用。元は、海賊船の壁に飾ってあったものだが、対死神用に鮫島が使用。飾り物だが、切れ味は問題ない。金剛のアジトに向かう途中まで所持していたが、いつの間にか無くなった。
鎖付き鉄球
満腹爺との戦いで、斧神が使用。元は邪鬼用の拘束具で、洞窟のゴミ捨て場に捨てられていたが、明が斧神用の武器として拾ってきた。怪力の斧神だから使える武器だった。
鉄パイプの槍
明が大糞赤子との戦いで使用。赤子の居る部屋に大量に貼り巡らされた太い鉄パイプを斜めに切って作った即席の槍。巨体の赤子相手に刀では致命傷を与えられないため、赤子を倒すための武器として使うことを思いついた。
鎖付き斧
斧神の新しい武器。鎖鎌やヌンチャクのように鎖で繋がった2本斧。明と斧神が満腹爺との戦いで使った武器を元に作らせた。鎖鎌のように投げつけることで、斧の破壊力を保ったまま、広範囲の敵を攻撃可能。
畳
家の中に敷いてあった畳。太郎が自身の長い舌に巻き付けて打撃に使用した。
鍋
太郎との戦いの最中、明が使用。遠く離れた場所にいる、邪鬼使いに目掛けてフリスビーのように投げ付けて命中させている。
ギロチンの刃
その名の通り、ギロチンの刃。大糞赤子のときと同様、致命的なダメージを与えられるように、早急で作った武器。ギロチンの刃2枚をロープで繋げ、ハンマー投げの要領で投げ付けて攻撃する。威力は大きいが、重いため、連射できないのが難点で運搬に不便。また、運搬の際は刃の部分を下に向けていると落とした時に危ないので、横に向けるとよいと明が亮介にアドバイスしている。
ライフル
ゲームに登場。冷に扮した雅が使用していた。凄まじい破壊力を誇る。
『48日後…』でも、吸血鬼の狙撃手が使用。
義手
『48日後…』で登場。前章で雅に右腕を斬られた明のために隊長が作った義手。接近戦用に仕込み刀が仕込んである。
仕込み刀
明の義手に仕込んである仕込み刀。先が鉤爪状になっており、それを梯子や壁に引っ掛けて登るのにも使える。普通の刀と比べるとリーチが短く、替えが利かないのが欠点。
ゴルフクラブ
『48日後…』で登場。豪が使用。本人曰く、扱いなれているらしい。
マシンガン
『48日後…』で登場。吸血鬼の狙撃手が使用。後に、新田とヨネも使用した（ヨネは片腕を負傷していたので、扱いきれなかった）。
フック付ロープ
『48日後…』で登場。明が単独で敵のいるタワーに向かう際に使用。単純に壁にフックを投げて引っ掛けて登るだけではなく、敵の肩に引っ掛けて引き寄せたり、空中でタワーに引っ掛けて移動などのワイヤーアクションを見せている
金槌
『48日後…』で登場。山本勝次が使用。元は家の工具箱に入っていた物で、これで吸血鬼を滅多打ちにして倒した。
マスト槍
『48日後…』で登場。遊覧船のマストを鮫島が斧で切り倒し、作った巨大な即席の槍。対死神用に明の案で作られた。
角材
『48日後…』で登場。鮫島が使用。丸太同様、打撃武器として使用。最終的に金剛の片目を潰すのに明が利用した。
巨大ハンマー
『48日後…』で登場。金剛が使用。脱皮を繰り返し、巨大化した金剛が使用することで川に大穴を空けるほどの破壊力を発揮する。
対邪鬼専用兵器
『48日後…』で登場。要塞と化した東京で、吸血鬼が使用。ワイヤーが付いた太い矢状の武器で、標的に突き刺さったら、刃が傘のように開いて邪鬼バラバラに切り裂く。これに、エテ公は成す術無く、バラバラに切り裂かれた。
三つ又矛
『48日後…』で登場。姑獲鳥の武器。人間やコンクリートの壁はおろか、大理石で出来た地下鉄の柱を容易く破壊する威力を誇る。
対戦車砲(パンツァーファウスト3)
『48日後…』で自衛隊が個人携帯火器として使用。蟲の王が作り出した変異種にも有効な武器だった。
サブマシンガン(9mm機関けん銃)
『48日後…』の蟲の王戦で勝次が使用。元々は、自衛隊の十条二尉が明の右腕が義手であることを配慮し、片手でも扱いやすいタイプの銃として渡したものだった。勝次が自分の銃を失ってしまったため、明から譲られた。
天狗突き棒
1.5mくらいの棒で片方に天狗面が接続されている。本来は歌舞伎町のレクリエーション用具であったが、宮本明が殴りこんで来た為、一般の吸血鬼がその棒で応戦した。

### 西山関連
豚汁
西山が作る特製の豚汁。肉は豚ではなくイノシシ肉のことも。吸血鬼軍との戦いの後、西山が作り村人たちに振舞う。美味しく、村人からの評判も良い。西山曰く、味噌はいつも持ち歩いているとのこと。
爆弾
西山が作った爆弾。廃校の理科室にあった薬品を調合して製作した。その威力はトロッコのレールをも破壊するほどである。
地雷
吸血鬼の集落を襲撃した時、逃げる吸血鬼を一人たりとも討ち漏らさないために西山が出口周辺に仕掛けたもの。その威力は高く、一発で四肢を吹き飛ばすほどだった。明達は地雷の存在を全く知らされていなかった。
ロケット砲
西山が作った武器。どちらかと言うとロケット花火に近い。これで邪鬼を撃退した。
火炎放射器
『47日間』で登場。蚊を駆除するために作られた。水鉄砲に手を加えたような形状だが威力もあり、木を一瞬で炎上させた。最初の施設を制圧した後に実際に使われ、膨大な数の蚊を全部焼き払ったりと大いに活用された。燃料はガソリン。
スタンガン
『47日間』で登場。最初は西山が奈々に対して構えていたが、使わなかった。その後、吸血鬼の集落で明が吸血鬼を生け捕りにするために使用した。電流の電源、構造等は不明だが、明曰く「威力は相当なもの」とのこと。
特殊ワイヤー
『47日間』で登場。和美救出に向かった食事場で加藤が使用。吸血鬼の首に巻いて絞めて、頭部を切断出来るほどの切れ味を誇る。
投石器
『47日間』で登場。最終決戦で岩ではなく、爆弾を投げて攻撃に使用した。

### その他
501ワクチン
血液混合により半不死身となった雅の血液を一時的に再分離する血液分離剤。五十嵐は、後述の大型獣用連続注射器を用い、雅を動けなくし、彼を青山龍ノ介と協力して研究用の冷凍室に封印した。名称の由来は五十嵐の所属していた、帝国陸軍「501部隊」から由来するという説と、五十嵐本人の名前「五十」嵐「一」郎からとったという説がある。五重塔における雅と明の戦いで、明は雅にワクチンを奪われ、壊されると思いきや、またしても雅は明にチャンスを与え、その場で壊さずに、現在雅の村に保管されていることが分かった。
『48日後…』で戦いにおいて割れていたことが判明。以後舌喰いの持つ対雅用の抗ワクチンを手に入れるため奮闘する。
大型獣用連続注射器
元々は大型獣を相手に薬剤を注射するために造られた金属製の頑丈な注射器。多少のことでは壊れたりはしない。雅に501ワクチンを注射するために五十嵐が用いた。その後は、師匠になる前の龍ノ介に託されることになる。その後、師匠が世話になった和尚の墓のカロート（納骨室）の中に隠されていた。ドラマではワクチンと共に、雅が封印されていた場所に隠されていた。
脳波干渉（サイコジャック）
雅や邪鬼使いが使用する技。邪鬼や人間の脳波を操り、意のままにコントロールする。この脳波干渉（サイコジャック）の呪縛から解き放たれるには激痛を伴わなければならない。なお、師匠によると資質のある吸血鬼を邪鬼使いにするということだが、邪鬼使いは邪鬼に苦痛を与えていることにより鬼を操っており、脳波干渉による支配とは異なる。
吸血鬼ウイルス
雅が歩く発生源となった、感染すると吸血鬼になるウイルス。空気感染はせず、血液や粘膜、そして吸血鬼の血を吸った蚊を介して感染し、感染すれば身体中が悪寒や発熱等の症状に見舞われ、人間として「死亡」する。しかし数秒後～10数分（場合による）に吸血鬼として「復活」する。普段の生活でならまず感染はしない。
吸血椅子
吸血鬼のアジト等にある。この椅子に座らされると、裸で手足は固定され、目と口はふさがれ、叫ぶことも出来ずただひたすら血を吸い取られ続ける。味方の人間に助けられる以外は死ぬまで座らされる。その間食事は猿轡に付いているチューブで食べ物と水を送られ、排泄物は椅子の穴に落とされ、言わば洋式のボットン便所である。座らされている人間のうめき声は椅子のむごさを引き立てている。
ドラマでは、用途は同じだがこの名前は使われず、「家畜部屋」と呼ばれる個室になっている。
熊の糞
邪鬼・満腹爺に捕食された熊のものとされる糞。ただの排泄物に過ぎないが、その臭気は嗅覚で獲物を追う満腹爺をかく乱できるほどのものだったため、満腹爺から身を守るために全身に塗布するという方法で使用された。洗い流せば効果を失う。
冷の血液
ゲームでの設定。彼女の双子の弟である雅が苦手とする物。吸血鬼ウイルスを中和する効果がある。明達は彼女の血液を自分達の武器に塗り付け、化け物と化した雅と戦った。
食塩水注射
食塩水の入った注射。人間にはあまり害は無いが、吸血鬼が撃たれると激痛とのどの渇きに侵され、血を吸いたいという衝動に駆られる。要塞寺で捕まったケンちゃんがこの注射を打たれ、それによりユキを襲ってしまう。
蚊
五重塔の研究室で、生み出された蚊。吸血鬼の血で育てられ、生まれながらに吸血鬼ウイルスを持った蚊。この蚊に刺されただけで、感染して吸血鬼になってしまう。雅はこの蚊で恐るべき計画を企てている。五重塔だけでなく、雅の屋敷も含め、この蚊を大量飼育している施設はいくつもある。
『最後の47日間』では、最終的に日本中にばら撒かれ、多くの人を感染させた。ただし、鮫島兄弟は、体が巨大化したが（精二は顔にも変化が出た）吸血鬼にはならなかった（本人は体質と推測している）。
血樽
吸血鬼たちが人間から短期間で大量の血液を摂取する時に使用する樽。人間の手足を切り落とし、内側に刃をたくさん仕込んだ樽の中に入れて首を出した状態でフタをし、樽の下にある蛇口から大量に血液を摂取するといったもの。手足を切り落とされた時点で逃げられず、内側の刃により地獄の苦しみを味わいながら出血多量で死に至るもので、吸血椅子のように長期間人間から血液を生成させながら摂取するものではなく、短期間で大量の血液を摂取するために使用する。本土でも大阪・箱根等の各地で使用されている。
ユキノシタ
薬草。高熱を出して寝込んでしまった明のため、亮介が取りに行った薬草。
船舶用エンジン
島から船で脱出を試みた際に、オールの代用品として使用した。
湧き水
彼岸島周辺にしか湧かない白く濁った水。隊長によると、邪鬼の細胞維持には欠かせないもので、これが無いと邪鬼の細胞は数年と持たないらしい。
雅(みやび)コイン
日本政府が機能していないため日本円が使えなくなっていて、その代わりに歌舞伎町や竹馬街で使える通貨。正式名称は不明。雅の肖像画と年号の部分には「吸血元年」と刻印されている。紙幣もある。

## 書誌情報

### 単行本
- 松本光司 『彼岸島』 講談社〈ヤンマガKC〉、全33巻
  1. 2003年4月2日発売[18]、ISBN 4-06-361126-4
  2. 2003年4月2日発売[19]、ISBN 4-06-361127-2
  3. 2003年7月3日発売[20]、ISBN 4-06-361143-4
  4. 2003年10月4日発売[21]、ISBN 4-06-361165-5
  5. 2004年1月6日発売[22]、ISBN 4-06-361199-X
  6. 2004年4月4日発売[23]、ISBN 4-06-361224-4
  7. 2004年7月4日発売[24]、ISBN 4-06-361248-1
  8. 2004年9月4日発売[25]、ISBN 4-06-361265-1
  9. 2004年12月4日発売[26]、ISBN 4-06-361290-2
  10. 2005年3月3日発売[27]、ISBN 4-06-361316-X
  11. 2005年6月4日発売[28]、ISBN 4-06-361337-2
  12. 2005年9月4日発売[29]、ISBN 4-06-361359-3
  13. 2005年12月4日発売[30]、ISBN 4-06-361395-X
  14. 2006年3月4日発売[31]、ISBN 4-06-361423-9
  15. 2006年5月2日発売[32]、ISBN 4-06-361444-1
  16. 2006年7月6日発売[33]、ISBN 4-06-361454-9
  17. 2006年10月6日発売[34]、ISBN 4-06-361480-8
  18. 2007年1月6日発売[35]、ISBN 978-4-06-361514-2
  19. 2007年4月6日発売[36]、ISBN 978-4-06-361539-5
  20. 2007年7月6日発売[37]、ISBN 978-4-06-361573-9
  21. 2007年10月5日発売[38]、ISBN 978-4-06-361601-9
  22. 2007年12月6日発売[39]、ISBN 978-4-06-361620-0
  23. 2008年3月6日発売[40]、ISBN 978-4-06-361645-3
  24. 2008年7月4日発売[41]、ISBN 978-4-06-361685-9
  25. 2008年11月6日発売[42]、ISBN 978-4-06-361725-2
  26. 2009年3月6日発売[43]、ISBN 978-4-06-361758-0
  27. 2009年7月6日発売[44]、ISBN 978-4-06-361798-6
  28. 2009年11月6日発売[45]、ISBN 978-4-06-361846-4
  29. 2009年12月4日発売[46]、ISBN 978-4-06-361847-1
  30. 2010年1月6日発売[47]、ISBN 978-4-06-361855-6
    - 「ドラマCD付き限定版」同日発売[48]、ISBN 978-4-06-358314-4

  31. 2010年6月4日発売[49][50]、ISBN 978-4-06-361896-9
  32. 2010年9月6日発売[51]、ISBN 978-4-06-361927-0
  33. 2010年12月6日発売[52]、ISBN 978-4-06-361966-9
- 松本光司 『彼岸島 最後の47日間』 講談社〈ヤンマガKC〉、全16巻
  1. 2011年1月6日発売[53]、ISBN 978-4-06-361986-7
  2. 2011年4月6日発売[54]、ISBN 978-4-06-382023-2
  3. 2011年7月6日発売[55]、ISBN 978-4-06-382052-2
  4. 2011年10月6日発売[56]、ISBN 978-4-06-382087-4
  5. 2012年1月6日発売[57]、ISBN 978-4-06-382124-6
  6. 2012年4月6日発売[58]、ISBN 978-4-06-382158-1
  7. 2012年7月6日発売[59]、ISBN 978-4-06-382194-9
  8. 2012年11月6日発売[60][61]、ISBN 978-4-06-382226-7
  9. 2013年2月6日発売[62]、ISBN 978-4-06-382260-1
  10. 2013年5月2日発売[63]、ISBN 978-4-06-382295-3
  11. 2013年9月6日発売[64]、ISBN 978-4-06-382338-7
  12. 2013年10月4日発売[65]、ISBN 978-4-06-382357-8
  13. 2014年1月6日発売[66]、ISBN 978-4-06-382407-0
  14. 2014年3月6日発売[67]、ISBN 978-4-06-382431-5
  15. 2014年7月4日発売[68]、ISBN 978-4-06-382485-8
  16. 2014年9月5日発売[69]、ISBN 978-4-06-382511-4
- 松本光司 『彼岸島 48日後…』 講談社〈ヤンマガKC〉、既刊50巻（2025年8月6日現在）
  1. 2014年12月5日発売[70][71]、ISBN 978-4-06-382545-9
  2. 2015年4月6日発売[72]、ISBN 978-4-06-382598-5
  3. 2015年7月6日発売[73]、ISBN 978-4-06-382634-0
  4. 2015年11月6日発売[74]、ISBN 978-4-06-382664-7
  5. 2015年12月4日発売[75]、ISBN 978-4-06-382718-7
  6. 2016年4月6日発売[76][77]、ISBN 978-4-06-382759-0
  7. 2016年6月6日発売[78]、ISBN 978-4-06-382814-6
  8. 2016年9月6日発売[79]、ISBN 978-4-06-382844-3
  9. 2016年10月6日発売[80]、ISBN 978-4-06-382862-7
  10. 2017年1月6日発売[81]、ISBN 978-4-06-382902-0
  11. 2017年4月6日発売[82]、ISBN 978-4-06-382947-1
  12. 2017年7月6日発売[83]、ISBN 978-4-06-510035-6
  13. 2017年10月6日発売[84]、ISBN 978-4-06-510251-0
  14. 2018年1月5日発売[85]、ISBN 978-4-06-510704-1
  15. 2018年4月6日発売[86]、ISBN 978-4-06-511341-7
  16. 2018年7月6日発売[87]、ISBN 978-4-06-512031-6
  17. 2018年10月5日発売[88]、ISBN 978-4-06-513147-3
  18. 2019年1月4日発売[89]、ISBN 978-4-06-514181-6
  19. 2019年4月5日発売[90]、ISBN 978-4-06-515197-6
  20. 2019年7月5日発売[91]、ISBN 978-4-06-516366-5
  21. 2019年10月4日発売[92]、ISBN 978-4-06-517290-2
  22. 2019年12月6日発売[93]、ISBN 978-4-06-517861-4
  23. 2020年2月6日発売[94]、ISBN 978-4-06-518489-9
  24. 2020年4月6日発売[95]、ISBN 978-4-06-519214-6
  25. 2020年7月6日発売[96]、ISBN 978-4-06-520192-3
  26. 2020年10月6日発売[97]、ISBN 978-4-06-520990-5
  27. 2021年1月6日発売[98]、ISBN 978-4-06-522010-8
  28. 2021年3月5日発売[99]、ISBN 978-4-06-522591-2
  29. 2021年6月4日発売[100]、ISBN 978-4-06-523666-6
  30. 2021年8月5日発売[101]、ISBN 978-4-06-524341-1
  31. 2021年10月6日発売[102]、ISBN 978-4-06-525098-3
  32. 2022年1月6日発売[103]、ISBN 978-4-06-526474-4
  33. 2022年4月6日発売[104]、ISBN 978-4-06-527502-3
  34. 2022年6月6日発売[105]、ISBN 978-4-06-528138-3
  35. 2022年9月6日発売[106]、ISBN 978-4-06-529345-4
  36. 2022年11月4日発売[107]、ISBN 978-4-06-529796-4
  37. 2023年1月6日発売[108]、ISBN 978-4-06-530379-5
  38. 2023年4月6日発売[109]、ISBN 978-4-06-531350-3
  39. 2023年6月6日発売[110]、ISBN 978-4-06-531976-5
  40. 2023年8月4日発売[111]、ISBN 978-4-06-532654-1
  41. 2023年10月5日発売[112]、ISBN 978-4-06-533317-4
  42. 2023年12月6日発売[113]、ISBN 978-4-06-533947-3
  43. 2024年3月6日発売[114]、ISBN 978-4-06-534914-4
  44. 2024年5月7日発売[115]、ISBN 978-4-06-535591-6
  45. 2024年8月6日発売[116]、ISBN 978-4-06-536538-0
  46. 2024年10月4日発売[117]、ISBN 978-4-06-537254-8
  47. 2024年12月6日発売[118]、ISBN 978-4-06-537901-1
  48. 2025年3月6日発売[119]、ISBN 978-4-06-538911-9
  49. 2025年5月7日発売[120]、ISBN 978-4-06-539623-0
  50. 2025年8月6日発売[121]、ISBN 978-4-06-540502-4
- 松本光司 『彼岸島 兄貴編』講談社〈ヤンマガKCスペシャル〉、2011年1月6日発売[122]、ISBN 978-4-06-364987-1
- 松本光司（原作） ・ 佐世保太郎（漫画） 『彼、岸島』 講談社〈ヤンマガKCスペシャル〉、全4巻
  1. 2021年3月5日発売[123][124]、ISBN 978-4-06-522590-5
  2. 2021年6月4日発売[125]、ISBN 978-4-06-524009-0
  3. 2021年10月6日発売[126]、ISBN 978-4-06-525094-5
  4. 2022年1月6日発売[7]、ISBN 978-4-06-526481-2

### 廉価版
- 松本光司 『彼岸島』 講談社〈講談社プラチナコミックス〉、全4巻
  1. 「呪われた上陸編」2009年12月9日発売[127]、ISBN 978-4-06-374525-2
    - 「アンコール刊行」2011年8月24日発売[128]、ISBN 978-4-06-374941-0
    - 「TVドラマ化記念アンコール刊行」2013年10月23日発売[129]、ISBN 978-4-06-377926-4

  2. 「邪悪なる鬼編」2009年12月22日発売[130]、ISBN 978-4-06-374533-7
    - 「アンコール刊行」2011年8月24日発売[131]、ISBN 978-4-06-374942-7
    - 「TVドラマ化記念アンコール刊行」2013年11月13日発売[132]、ISBN 978-4-06-377927-1

  3. 「異形の亡者編」2010年1月13日発売[133]、ISBN 978-4-06-374544-3
    - 「アンコール刊行」2011年8月31日発売[134]、ISBN 978-4-06-374945-8
    - 「TVドラマ化記念アンコール刊行」2013年11月27日発売[135]、ISBN 978-4-06-377929-5

  4. 「バンパイア・マスター雅編」2010年1月27日発売[136]、ISBN 978-4-06-374552-8
    - 「アンコール刊行」2011年8月31日発売[137]、ISBN 978-4-06-374946-5
    - 「TVドラマ化記念アンコール刊行」2013年12月11日発売[138]、ISBN 978-4-06-377930-1

### 解説書
- 松本光司・ヤングマガジン編集部（監修） 『彼岸島 手引書 零』講談社〈KCデラックス〉2006年7月6日発売[139]、ISBN 4-06-372174-4
- 松本光司・ヤングマガジン編集部（監修） 『彼岸島 手引書 無限大』講談社〈KCデラックス〉2010年6月4日発売[49][140]、ISBN 978-4-06-375936-5

### 小説
- 松本光司（原作） / 桂木祥（著） 『彼岸島 紅い鬼』 講談社〈KCノベルズ〉、2007年7月発行、ISBN 978-4-06-373309-9

## ドラマCD
2010年1月6日発売の単行本第30巻（特別装丁）限定版に付属したドラマCD。配役は宮本篤：浪川大輔、青山冷：小清水亜美、五十嵐一郎：千葉繁。収録内容は前半が単行本『彼岸島 兄貴編』の「第三夜」に相当するエピソードのオーディオドラマ化、後半が五十嵐がパーソナリティーをする自作自演のラジオ『彼岸島レディオ』（冒頭で作者がプロローグを担当）。

## ゲーム
「彼岸島（higanjima）」というタイトルで発売された。PSP対応ソフト。しかし、当時は原作漫画が継続中だったため、彼岸島に来た時のストーリーはオリジナル（パラレル）となっている。形式はサウンドノベルゲームになっている。

## 映画

### 2010年版
2010年1月9日に新宿バルト9他にて公開された。「彼岸島の住民の吸血鬼」役や「レジスタンスの忍者」役については『週刊ヤングマガジン』誌上で募集が行われ、3週にわたる審査の上で最終決定が下された。また残酷な描写が多いため、PG12指定。ゲーム版と同様に制作当時は原作漫画が継続中だったため、物語はオリジナルの形で締めくくられる。

#### キャスト（2010年版映画）
- 明 - 石黒英雄
- 篤 - 渡辺大
- レイ - 水川あさみ
- 雅 - 山本耕史
- 斉藤健一（ケンちゃん） - 弓削智久
- ユキ - 瀧本美織
- ポン - 森脇史登
- 西山 - 足立理
- 加藤 - 半田晶也
- 涼子 - 大村彩子
- 師匠 - 阿見201
- 五十嵐 - 山本龍二

#### スタッフ（2010年版映画）
- 監督 - キム・テギュン[143]
- 脚本 - 大石哲也
- エグゼクティブプロデューサー - 三宅澄、イ・ジュンホ
- 企画 - ミコット・エンド・バサラ、クラゼピクチャーズ
- プロデューサー - 亀田裕子、ション・シン、Don Kwon、藤田義則
- 音楽 - 澤野弘之
- 主題歌 - 9mm Parabellum Bullet「命ノゼンマイ」
- 製作 - 「彼岸島」フィルムパートナーズ（ミコット・エンド・バサラ、ミシガンベンチャーキャピタル、キングレコード、プロダクション尾木、Yahoo! JAPAN、クラゼピクチャーズ）
- 配給 - ワーナー・ブラザース映画

#### エピソード（2010年版映画）
- 封切り日の1月9日に因んで、予告編では「彼岸島へい（1）く（9）」と銘打たれている。

#### Blu-ray / DVD
2010年6月9日発売。発売・販売元はキングレコード。
- 彼岸島 スタンダード・エディション（DVD1枚組）
  - 映像特典
    - 特報・劇場予告編・TVスポット集
- 彼岸島 スペシャルコミック・エディション（2枚組、Blu-rayとDVDでのリリース・初回限定生産）
  - ディスク1：本編ディスク（DVDスタンダード・エディションと同様）
  - ディスク2：特典DVD
    - メイキング映像〜もうひとつの“彼岸島”〜
    - イベント映像集（釜山映画祭、講談社試写会、キモ笠キャンペーン、カウントダウンイベント、プレミア試写会、初日舞台挨拶）
    - キム・テギュン監督、キャストインタビュー
    - 9mm Parabellum Bulletインタビュー映像

  - 封入特典
    - 松本光司特別描き下ろし漫画「彼岸島 兄貴編〜血塗られた両手〜」[143]（読切26P+手引書14P）[注 2]
    - 3折ブックレット

  - 特製アウターケース付きデジパック仕様

### 2016年版
『彼岸島 デラックス』（ひがんじま デラックス）のタイトルで、2016年10月15日に公開された。2013年に放送されたドラマ版に続き、白石隼也と鈴木亮平がダブル主演を務める。

#### キャスト（2016年版映画）
- 宮本明 - 白石隼也
- 宮本篤 - 鈴木亮平
- ユキ - 桜井美南 [145]
- 師匠- 石橋蓮司（声）
- 加藤- 森岡龍
- 田中- 藤重政孝
- 雅 - 栗原類[146]

上間凛子、高野人母美、柳ゆり菜

#### スタッフ（2016年版映画）
- 監督 : 渡辺武
- 主題歌 : m-flo feat.シシド・カフカ「SYNERGY」[147]

#### 受賞（2016年版映画）
- ジャパンアクションアワード2017[148][149]
  - ベストアクション監督賞 優秀賞：吉田浩之「彼岸島」

## テレビドラマ
毎日放送（MBS）の制作により、TBSをはじめとする同系列局の一部で2013年10月25日から12月27日まで放送された日本のテレビドラマ。白石隼也、鈴木亮平のダブル主演。
『週刊ヤングマガジン』2014年38号で、2億円という深夜ドラマとしては異例の制作費を投じる続編の制作が発表された。同時に映画化も発表。
以降、1年以上続報はなかったが、『週刊ヤングマガジン』2015年53号で、新たなドラマ化が発表された。
2016年9月から10月まで放送された『彼岸島 Love is over』についても記載する。

### キャスト（テレビドラマ）
人物の詳細は上記原作部分や彼岸島の登場人物を参照。
『彼岸島 Love is over』では一部キャストが変更されている。
- 宮本 明 - 白石隼也（幼少期：田中理勇）
- 宮本 篤 - 鈴木亮平（幼少期：西野隼人）
- ユキ - 山下リオ[151]（彼岸島）、桜井美南（彼岸島 Love is over）
- ケン - 遠藤雄弥[151]（幼少期：稲田羅倭）
- ポン - 西井幸人[151]（幼少期：安藤健悟）
- 西山 - 阿部翔平[151]
- 加藤 - 勝信[151]
- 冷 - 佐藤めぐみ[151]
- 雅 - 栗原類[152]
- アスカ - 大和悠河[152]
- 涼子 - 水崎綾女[152]
- 紅葉（冷の妹） - 麻亜里
- 柳島（民俗学者・彼岸島民俗研究手記著者） - 諏訪太朗
- 五十嵐 一郎（大日本帝国陸軍軍医） - 鶴見辰吾（特別出演）[152]

#### アクション出演
- 石毛誠、武田哲朗、Velo武田、田中良、叶雅貴、尾崎一彦、猪原伸浩、広沢俊、矢島一憲、遊木康剛、工藤孝浩、俵広樹、高野ひろき、帯金伸行、林潔、市山英貴、川名求巳、影山大貴、小島美穂、秋山智彦、重見成人、菊池雄人

### スタッフ（テレビドラマ）
- 原作 - 松本光司『彼岸島』（週刊ヤングマガジン連載中／講談社刊）
- 総監修 - 三池崇史
- 脚本 - NAKA雅MURA、友原我聞（第1期）／佐東みどり、伊藤秀裕（第2期）
- 音楽 - 遠藤浩二
- 監督 - 西海謙一郎、横井健司
- 主題歌
  - Honey L Days「涙のように好きと言えたら」（avex trax）（第1期）
  - m-flo feat. シシド・カフカ「SYNERGY」（rhythm zone）（第2期）
- オープニング曲 - AI「TOP OF THE WORLD」（EMI Records Japan）（第1期）
- エンディング曲 - PALU「100年時が過ぎても」（EPICレコードジャパン）（第2期）
- オープニング映像
  - 監督 - 水崎淳平（神風動画）
  - プロデューサー - 柴谷毅、福永誠二
  - アニメーション監督 - 水野貴信
  - アニメーションプロデューサー - 佐々木貴之
  - 心電図デザイン - 松本悠太
  - 体内CG監督 - 瀬尾拡史（サイアメント）
  - CGディレクター - 馬場隆之
  - アニメーション - 青山敏之
  - 医学協力 - 假屋太郎、鈴木雄一
  - VFXプロデューサー - 山浦正裕
  - VFXスーパーバイザー - 竹内亮祐
- 助監督 - 明山智
- タイトルロゴ - 深海和宏
- タイトル - グレートインターナショナル
- CGプロデューサー - 豊島勇作、吉村剛久
- CGディレクター - 土井淳
- 撮影 - 南秋寿
- 照明 - 渡辺大介
- 美術 - 山下修侍
- 選曲 - 原田慎也
- 音響効果 - 丹雄二
- スタントコーディネーター - 高槻祐士
- ガンエフェクト - 会田文彦
- 特殊メイク・特殊造形 - 江川悦子、神田文裕
- 医療指導 - 中澤暁雄、マエカ
- 編成 - 高橋俊博
- 企画 - 丸山博雄、伊藤秀裕
- 企画協力 - 安永尚人、田中誠
- プロデューサー - 深迫康之、佐藤敏宏
- アソシエイトプロデューサー - 木村元子
- プロデューサー補 - 大塚玲美、糸井美喜
- 制作 - エクセレントフィルムズ
- 制作協力 - エクセレントフィルムパートナーズ、ドリームプラス
- 製作 - 「彼岸島」製作委員会、毎日放送

### 放送日程
| 話数   | 放送日   | サブタイトル | 脚本                | 監督                |
| ------ | -------- | ------------ | ------------------- | ------------------- |
| 第1話  | 10月25日 | 帰省         | NAKA雅MURA          | 西海謙一郎          |
| 第2話  | 11月01日 | 渡海         | NAKA雅MURA          | 西海謙一郎          |
| 第3話  | 11月08日 | 家畜         | NAKA雅MURA          | 西海謙一郎          |
| 第4話  | 11月15日 | 感染         | NAKA雅MURA 友原我聞 | 横井健司            |
| 第5話  | 11月22日 | 亡者         | NAKA雅MURA 友原我聞 | 横井健司            |
| 第6話  | 11月29日 | 実験         | NAKA雅MURA 友原我聞 | 横井健司            |
| 第7話  | 12月06日 | 月光         | NAKA雅MURA 友原我聞 | 横井健司            |
| 第8話  | 12月13日 | 吸血         | NAKA雅MURA 友原我聞 | 横井健司            |
| 第9話  | 12月20日 | 前夜         | NAKA雅MURA 友原我聞 | 西海謙一郎          |
| 最終話 | 12月27日 | 決戦         | NAKA雅MURA 友原我聞 | 西海謙一郎 横井健司 |

### ネット局

#### 彼岸島
| 放送期間                       | 放送時間         | 放送局       | 対象地域   | 備考              |
| ------------------------------ | ---------------- | ------------ | ---------- | ----------------- |
| 2013年10月25日 - 12月27日      | 金曜 0:58 - 1:28 | TBSテレビ    | 関東広域圏 | 制作局より1分先行 |
|                                | 金曜 0:59 - 1:29 | 毎日放送     | 近畿広域圏 | 制作局            |
| 2013年10月28日 - 12月30日      | 月曜 0:56 - 1:26 | 北海道放送   | 北海道     |                   |
| 2013年10月30日 - 2014年1月15日 | 水曜 0:58 - 1:28 | 信越放送     | 長野県     |                   |
| 2013年10月31日 - 2014年1月9日  | 木曜 2:08 - 2:38 | 中部日本放送 | 中京広域圏 |                   |
| 2013年11月5日 - 2014年1月14日  | 火曜 0:05 - 0:35 | 南日本放送   | 鹿児島県   |                   |
|                                | 火曜 1:58 - 2:28 | RKB毎日放送  | 福岡県     |                   |
| 2013年11月20日 - 2014年1月29日 | 火曜 1:05 - 1:35 | 東北放送     | 宮城県     |                   |
| 2013年12月3日 - 2014年2月11日  |                  | 宮崎放送     | 宮崎県     |                   |

#### 彼岸島 Love is over
| 放送期間                  | 放送時間         | 放送局         | 対象地域   | 備考        |
| ------------------------- | ---------------- | -------------- | ---------- | ----------- |
| 2016年9月19日 - 10月10日  | 月曜 1:20 - 1:50 | 毎日放送       | 近畿広域圏 | 制作局      |
| 2016年9月21日 - 10月12日  | 水曜 1:28 - 1:58 | TBSテレビ      | 関東広域圏 |             |
| 2016年9月27日 - 10月18日  | 火曜 2:08 - 2:38 | CBCテレビ      | 中京広域圏 |             |
| 2016年9月29日 - 10月20日  | 木曜 0:55 - 1:25 | 熊本放送       | 熊本県     |             |
|                           | 木曜 2:05 - 2:35 | テレビユー山形 | 山形県     |             |
| 2016年9月30日 - 10月21日  | 金曜 1:25 - 1:55 | 長崎放送       | 長崎県     |             |
|                           | 金曜 1:28 - 1:58 | IBC岩手放送    | 岩手県     |             |
| 2016年10月18日 - 10月21日 | 2:30 - 3:00      | BS11           | 日本全域   | 4夜連続放送 |

| 毎日放送・TBS 毎日放送制作金曜未明の深夜ドラマ | 毎日放送・TBS 毎日放送制作金曜未明の深夜ドラマ | 毎日放送・TBS 毎日放送制作金曜未明の深夜ドラマ |
| 前番組                                         | 番組名                                         | 次番組                                         |
| ---------------------------------------------- | ---------------------------------------------- | ---------------------------------------------- |
| 悪霊病棟                                       | 彼岸島                                         | 闇金ウシジマくん Season2                       |
| 毎日放送・TBS ドラマイズム                     |                                                |                                                |
| 闇金ウシジマくん Season3                       | 彼岸島 Love is over                            | 拝啓、民泊様。                                 |

## アニメ
『彼岸島X』のタイトルで、2016年10月15日から2017年3月まで配信されたWebアニメ。YouTube・ニコニコ動画にて隔週土曜日20:00配信。一話3分弱で最終話は30秒拡大版。
原作のエピソードにアレンジを加えたオリジナルストーリーで、1話完結型のストーリーで繰り広げられる（10・11・12話は続き物になっている）。全12話。最終話は、山寺宏一が1人50役を担当した（焚火や瓶が割れる音等の効果音、明の心の声等も含む）。
2018年1月には新作となる特別編の制作が発表された。配信日は未定。

### スタッフ
- 原作 - 松本光司『彼岸島』（講談社『ヤングマガジン』連載）
- 監督 - 青池良輔（Fever Creations）
- 企画・シリーズ構成・制作総指揮 - 谷口充大
- 脚本 - 青池良輔、谷口充大
- キャラクターデザイン - 大平三咲紀
- プロデューサー - 原田英聡、新田健士
- アニメーション制作 - TETRA、Fever Creations
- 製作 - テトラ

### 各話リスト
1話につき、1人の声優が全てのキャラクターの声を担当し、数話毎に声優が交代される。
| 話数           | サブタイトル      | 担当声優 | 配信日          |
| -------------- | ----------------- | -------- | --------------- |
| #1             | 丸太              | 速水奨   | 2016年 10月15日 |
| #2             | 樽人間            | 速水奨   | 10月29日        |
| #3             | 難関              | 速水奨   | 11月12日        |
| #4             | 尋問              | 千葉繁   | 11月26日        |
| #5             | 特訓              | 千葉繁   | 12月10日        |
| #6             | 吸血鬼            | 千葉繁   | 12月24日        |
| #7             | 飼育              | 関智一   | 2017年 1月14日  |
| #8             | 彼岸島            | 関智一   | 1月28日         |
| #9             | 姫                | 関智一   | 2月11日         |
| #10            | 猛攻              | 山寺宏一 | 2月25日         |
| #11            | 死闘              | 山寺宏一 | 3月11日         |
| #12            | 決着              | 山寺宏一 | 3月25日         |
| #13 （番外編） | 兄貴              | 朴璐美   | -               |
| 特別編         | 3分で分かる彼岸島 | 石田彰   | 2018年 1月24日  |

2018年2月1日には第一話のアフレコ素材版（監督の声入り）が公開。

### Blu-ray
最終話本編にて発表され、2017年8月30日に発売。新規声優による特別編を収録。

## パチンコ
- CR彼岸島（2018年、Sansei R&D）
左打ちと右打ちでスペックが異なる変則タイプの機種。
  - 左打ち - 確変突入率80%（101回転限定）、16ラウンド大当たり比率30%
  - 右打ち - 確変・時短なし、16ラウンド大当たり比率50%

## スピンオフ漫画
2020年10月19日から2021年12月20日までコミックDAY等にて、「彼、岸島（かれ、きしじま）」のタイトルで連載された、シリーズ初のスピンオフ作品。ひょんなことから人間ながら吸血鬼と間違えられ、吸血鬼軍で働くこととなった男を描く。作中のエピソードをオリジナルキャラによる第三者視点でコミカルに描くギャグ漫画。主に19巻以降のエピソードを基にしている。